# Dicentria praealta
Dicentria praealta är en fjärilsart som beskrevs av Paul Dognin 1923. Dicentria praealta ingår i släktet Dicentria och familjen tandspinnare. Inga underarter finns listade i Catalogue of Life.